# A Tribute to Ария
«A Tribute to Ария» — первый трибьют-альбом на песни российской хеви-метал группы Ария, приуроченный к пятнадцатилетию группы и выпущенный в 2001 году.

## Список композиций
| №   | Название                  | Текст песни | Музыка                      | Группа                     | Длительность |
| --- | ------------------------- | ----------- | --------------------------- | -------------------------- | ------------ |
| 1.  | «Воля и разум»            | А. Елин     | А. Большаков                | E-Zone                     | 3:31         |
| 2.  | «Дай руку мне»            | М. Пушкина  | С. Маврин, В. Дубинин       | Роза ветров и The Arrow    | 5:17         |
| 3.  | «1100»                    | М. Пушкина  | В. Холстинин                | Morbit                     | 4:14         |
| 4.  | «Мечты»                   | А. Елин     | В. Кипелов                  | Dylan Troy                 | 4:24         |
| 5.  | «Встань, страх преодолей» | А. Елин     | А. Большаков                | Х-Фактор                   | 4:19         |
| 6.  | «Улица Роз»               | М. Пушкина  | В. Дубинин                  | Nordream и Маша Жукова     | 4:43         |
| 7.  | «Искушение» (MMI.AD)      | М. Пушкина  | В. Дубинин, В. Холстинин    | Electric Land и Cyril Thor | 4:13         |
| 8.  | «Не хочешь — не верь мне» | М. Пушкина  | В. Дубинин, В. Холстинин    | Vortex                     | 4:17         |
| 9.  | «Здесь куют металл»       | А. Елин     | А. Грановский               | Oversun                    | 3:39         |
| 10. | «Потерянный рай»          | М. Пушкина  | С. Терентьев                | Black Raven Group          | 5:59         |
| 11. | «Волонтёр»                | А. Елин     | В. Холстинин, А. Грановский | Дай и Виктор Малеев        | 3:48         |
| 12. | «Дай руку мне»            | М. Пушкина  | С. Маврин, В. Дубинин       | СтрайкЪ                    | 4:11         |
| 13. | «Power and reason»        | А. Елин     | А. Большаков                | Gods Tower                 | 4:20         |

## Дополнительная информация
- Организатор и исполнительный продюсер — Эджен Прайс.
- Координатор — Александр Новиков.
- Дизайн — Дилан Трой.
- Лейбл — Мистерия звука.
- Диск сопровождается восьмистраничным буклетом.

## Подробнее окаверах
1. E-Zone — «Воля и разум»
- Игорь Лобанов — вокал, программирование, сведение, мастеринг
- Анна Рудницкая — вокал
- Олег Mission — гитара
- Роман Сенькин — бас-гитара
- Андрей Ищенко — ударные
  - Студия звукозаписи «Home Sweet Home» — запись

Семплы с оригинальной композиции Арии использованы с согласия Владимира Холстинина.
Записано в апреле 2001 года.

Всё это уже в прошлом, но, оглядываясь назад, признаюсь, что был фанатом Арии. Нет больше таких русских коллективов, про которые я мог бы сказать то же самое. Четыре первых арийских альбома остались глубоким шрамом в моей голове. Мы сделали песню «Воля и разум» в стиле Rammstein, чтобы показать, что немцы, собственно, ничего нового не придумали. То же самое играла Ария в 1986-м году, естественным образом находясь в рамках своего стиля и того времени.— Игорь Лобанов
2. Роза ветров и The Arrow — «Дай руку мне»
- Андрей Храмов — вокал
- Алина Рослова — вокал
- Андрей Седлецкий — гитара
- Павел Блищенко — клавишные
- Виктор Асташов — бас-гитара
- Александр Александров — ударные
  - Алексей Буданов — звукоинженер
  - Дмитрий Волжин — компьютерные технологии, программная поддержка
  - Студия «Black Cat Records» — запись, сведение, мастеринг

MIDI-файлы предоставлены Михаилом Подгузовым.

Идея записать кавер-версию песни Арии у нас возникла давно. Мы выбрали именно «Дай руку мне», по причине того, что, на наш взгляд, эта песня была как бы незаслуженно забыта, хотя, по нашему мнению, она являет собой своеобразный итог становления группы Ария, как лидеров отечественной хеви-метал сцены конца 80-х годов, своеобразный гимн тяжёлого рока. — The Arrow
3. Morbit — «1100»
- Михаил Шевченко — гитара
- Александр Прокофьев — бас-гитара
- Дмитрий Валяев — вокал
- Рустам Галимов — ударные

Арию можно любить, а можно не любить, но это нисколько не меняет её статуса. Почему «1100»? Согласитесь, что тысяча сто девушек никогда не заменят одного настоящего самолёта. Так что, первым делом — самолёты, ну, а девушки… а девушки — потом!— Morbit
4. Dylan Troy — «Мечты»
- Дилан Трой — вокал
- Йорик Стрижевский — гитара
- Юрий Крашевский — клавишные, вокал
- Алексей Розанов — бас-гитара
- Игорь Комаров — ударные
  - Дмитрий Кротов — звукоинженер
  - Студия «Акустика» — запись

Записано в мае 2001 года.

Чёрт возьми, а ведь это было больше пятнадцати лет назад! Я тогда жил в Калькутте, а мой приятель по колледжу, хитро подмигнув, сказал: «У меня есть одна сногсшибательная запись, наши моряки передали. Heavy Metal на русском языке — можешь себе такое представить?! Мне почему-то кажется, они эмигранты, в СССР такую музыку играть никто не разрешит…» Он потащил меня к себе домой и достал кассету МК-60. На одной стороне там был записан Сергей Минаев, а на другой было нечто! Такой музыки я ещё никогда не слышал, и эффект двадцатой перезаписи совершенно не смог испортить произведённое впечатление. В этот момент я почти понял, чем хочу заниматься в жизни. Потом было много событий. Первое знакомство с арийскими музыкантами. Совместные тусовки, которые в итоге закончились написанием книги «Ария. Легенда о Динозавре». И естественно, как только я узнал о готовящемся проекте «A Tribute to Ария», я тут же бросился в студию и сделал песню «Мечты»… Быть может, потому, что на той самой кассете эта вещь была записана первой.
— Дилан Трой
5. Х-Фактор — «Встань, страх преодолей»
- Сергей Новиков — вокал
- Владимир Красильников — гитара
- Александр Лапшин — бас-гитара
  - Константин Солнцев — запись, продюсирование, сведение

Когда я пришёл из армии в 1988-м году, моя группа только делала первые шаги. Ария была единственной командой, которая помогала нам верить в будущее российского металла, а песня «Встань, страх преодолей» для меня лично является одной из любимых.
— Сергей Новиков
6. Nordream и Маша Жукова — «Улица Роз»
- Маша Жукова — вокал
- Рубен Казарьян — гитара
- Михаил Королёв — бас-гитара
- Юля Чистякова — клавишные
- Стас Куликов — ударные
  - Студии «No Dream House» и «Дай Рекордз» — запись

Просто мы любим группу Ария.— Nordream
7. Electric Land и Cyril Thor — «Искушение» (MMI.AD)
- Al Bone — вокал
- V. Beard — гитара
- Cyril Thor — гитара, программирование, звукорежиссёр, сведение
  - Студия «Ash Tray Studios» — запись

Не могу сказать, что я вырос на музыке группы Ария. Скорее, я проникся их творчеством, только когда познакомился с арийцами лично. Единственное, могу утверждать, что на российской тяжёлой сцене им однозначно нет равных. Это настоящая профессиональная группа государственного масштаба, сумевшая сделать то, что не смогли сделать другие. Почему мы записали для трибьюта именно песню «Искушение»…? Сказать честно, мне всегда импонировала арийская любовная лирика; она самодостаточна, в ней нет ни дешёвого пафоса, ни дешёвой развязанности. Это нормальные лирические песни, написанные нормальными взрослыми людьми. Что же касается «Искушения», то сложилось так, что на данный момент это моя любимая арийская песня. Вот, собственно, и всё.— Al Bone
8. Vortex — «Не хочешь — не верь мне»
- Андрей Лобашев — вокал
- Роман Гурьев — гитара
- Иван Гурьев — гитара
- Денис Попов — бас-гитара
- Антон Смольянин — ударные
  - Алексей Розанов — мастеринг
  - Студия «MetalKings.ru» — сведение

Почему мы решили участвовать в этом проекте? Все мы росли и музыкально образовывались, слушая монстров зарубежной рок-сцены. Однако вполне понятно, что как бы ни нравились нам всякие буржуйские рокеры, всё же чувство музыкального патриотизма есть у всех нас. И как раз в те самые времена, когда мы начинали слушать хеви-метал, на гребень музыкальной волны поднимались отечественные звёзды этого жанра — группа Ария! Ни в чём не уступающая по музыке иностранцам с их непонятными проблемами, Ария сразу завоевала немалую часть наших неокрепших ещё душ и сердец. Из всех песен Арии нам больше всего нравятся не страшные сказки про монстров и религиозных героев, а реальные переживания людей, их жизнь и чувства. Ну а песня «Не хочешь — не верь мне» безусловно нравится всем нам и к тому же по стилю подходит. Вот её-то мы и выбрали.— Vortex
9. Oversun — «Здесь куют металл»
- Олег Алимов — вокал
- Сергей Понкратьев — гитара
  - Студия «P&A DS Studio» — запись, сведение

Ария — мощный, нестареющий коллектив. Столько лет играть и любить хеви-метал — это просто достойно восхищения и уважения. Мы уже не говорим о профессионализме. Что касается представленного на альбоме трека, то современное «индустриальное» видение песни «Здесь куют металл», на наш взгляд, получилось довольно органичным, а вообще-то — судите сами.— Oversun
10. Black Raven Group — «Потерянный рай»
- Алексей Байон — вокал, клавишные, ударные, звукорежиссёр
- Николай Коршунов — бас-гитара, акустика, бэк-вокал
- Игорь Краснов — гитара
  - Студия «Black Raven Group» — запись

…любим Арию за профессионализм её участников и приверженность их к тому же качественному хард-року, с которого они начинали. Песню «Потерянный рай» мы выбрали потому, что многие, исполняя чужие песни, обычно делают их ещё тяжелее и быстрее. Однако мы пошли по другому пути и, взяв именно медленную песню, постарались показать в этой работе всю нашу любовь к песне и к группе, которая её исполняет. К тому же у меня есть личный повод быть обязанным арийцам по гроб жизни — дело в том, что 28 февраля 1997 года в ДК «Меридиан» на концерте я познакомился с девушкой, которая стала моей любовью на всю жизнь…
— Алексей Байон
11. Дай и Виктор Малеев — «Волонтёр»
- Евгений Виноградов — гитара, бас-гитара, истерика, звукорежиссёр
- Леонид Бажора — бас-гитара
- Сергей Боголюбский — гитара, программирование
- Д. Джек — ударные
- Виктор Малеев — вокал
  - Студия «ДайРекордз» — запись

Банально прозвучит, но мы не могли не принять участие в этом проекте. На месте «Волонтёра» могла бы оказаться и другая вещь, но установка была твёрдая: исполнить композицию с первого или со второго альбома, ибо это — классика. Единственная проблема была с текстом — этакий фэнтази-стиль никак не подходил к нашей псевдоиндустриальной версии песни, поэтому и решили немного повеселиться, что, надеюсь, не покажется издевательством над действительно замечательной группой.— Евгений Виноградов
12. СтрайкЪ — «Дай руку мне»
- Алексей Страйк — гитара, вокал, звукорежиссёр
- Игорь Бах — бас-гитара
- Сергей Волков — ударные
- Павел Ветров — гитара
- Василий Ильин — клавишные
  - Студия «Коралл» — запись

С группой Ария мы знакомы далеко не понаслышке. Это наши большие, во всех смыслах, друзья. У нас даже басист играет на бывшей бас-гитаре Дубинина. Да что там говорить — в течение целых двух лет с 1995-го по 1997-й, группа СтрайкЪ практически на всех концертах «разогревала» Арию. И, как видите, хорошо разогрела!— Алексей Страйк
13. Gods Tower — «Power and reason»
- Lesley Knife — вокал
- Александр Ураков — гитара
- Юрий Сивцов — бас-гитара
- Владислав Сальцевич — ударные
- Дмитрий Овчинников — клавишные

Почему мы приняли участие в этом проекте? Всё просто. Это музыка нашего детства, а песня «Воля и разум» — гимн нашего детства.— Gods Tower